# Operación Tupac
Operación Tupac es el presunto nombre en clave de un programa de contingencia de inteligencia militar en curso que ha estado activo desde la década de 1980 y dirigido por la Inter-Services Intelligence (ISI) de Pakistán. Tiene un plan de acción de tres partes para brindar apoyo encubierto a los separatistas y militantes anti-India en la Cachemira administrada por India. El programa fue autorizado e iniciado en 1988 por orden del entonces presidente de Pakistán, Muhammad Zia-ul-Haq.

## Historia
El nombre en clave del programa se deriva del nombre de Túpac Amaru II, un revolucionario hispano-peruano del siglo XVIII que lideró un gran levantamiento andino contra el dominio colonial español en Perú. Se cree que el programa está en marcha activamente, ya que el ISI ha mantenido su apoyo a los separatistas, islamistas y otros militantes ideológicos de Cachemira en su lucha contra la administración india en Jammu y Cachemira.
Si bien todos los grupos separatistas de Cachemira recibieron financiación y apoyo, las organizaciones que adoptaron una postura explícita a favor de Pakistán en el conflicto de Cachemira fueron más favorecidas por el estado pakistaní.  Bajo este programa, el ISI ayudó a crear seis grupos militantes separatistas en la Cachemira administrada por India, incluido Lashkar-e-Taiba, que perpetró notoriamente los atentados de Bombay de 2008. Los funcionarios de inteligencia estadounidenses han especulado que el ISI ha continuado brindando protección, apoyo e inteligencia a Lashkar-e-Taiba, entre otros grupos militantes en la región.

## Alcance y objetivos del programa
Los principales objetivos de la Operación Tupac de Pakistán tras su ejecución fueron:
- Proporcionar apoyo armamentístico y financiero a separatistas, militantes e islamistas en India.
- Desencadenar una balcanización de la India
- Utilizar la red de espías para actuar como un instrumento de sabotaje
- Explotar fronteras porosas con Nepal y Bangladés, países con malas relaciones históricas con India, para establecer bases y realizar operaciones.[5]